# Langás
Langás är en ås i republiken Island. Den ligger i regionen Västlandet, 60 km nordost om huvudstaden Reykjavík.